# La Merced (Kolumbia)
La Merced – miasto w Kolumbii, w departamencie Caldas.